# Felsőőri merénylet

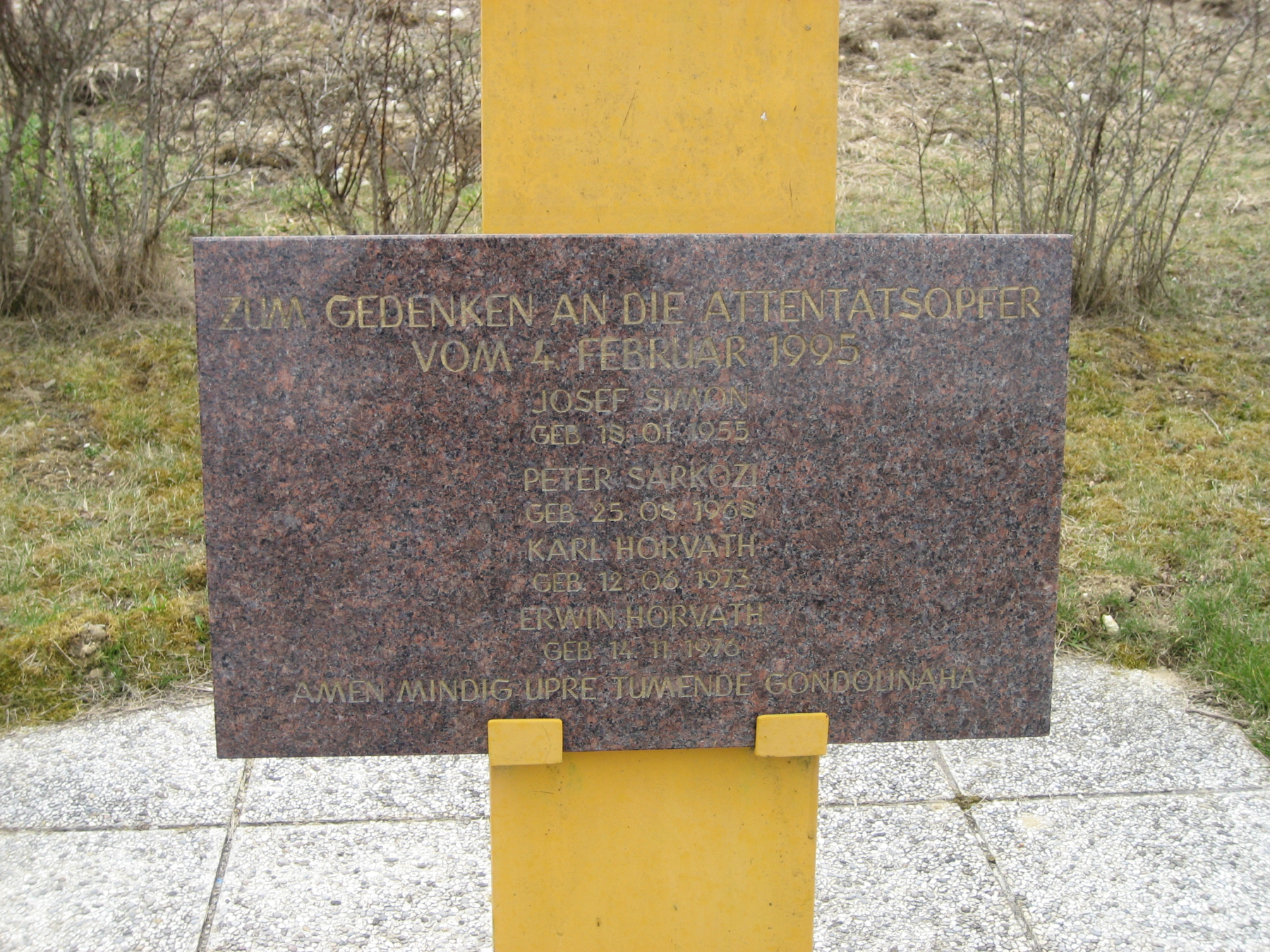
Az áldozatok nevei születési dátumukkal.

A felsőőri merényletet 1995. február 5-én követték el a burgenlandi Felsőőr (Oberwart) mellett. A támadás elkövetője egy osztrák szélsőséges aktivista, Franz Fuchs volt, aki több hasonló támadást hajtott végre az országban. Felsőőr esetében az ottani cigányok voltak a célpontjai.
A felsőőri merénylet volt a legsúlyosabb faji indíttatású támadás, amelyet Ausztriában 1945 óta elkövettek. Magyarországon 2008 és 2009 történtek halálos áldozatokkal is járó támadások cigányok ellen, köztük a tatárszentgyörgyi gyilkosság.

## Előzmények
Ausztriában az antiszemita és rasszista indíttatású támadások és gyilkosságok nem voltak ritkák a második világháború óta, azonban az állam mindig is kényesen ügyelt arra, hogy állampolgárai és a kisebbségek, sőt a bevándorlók jogait is tiszteletben tartsa.
1993-tól sorozatos támadások történtek, többek között levélbombák formájában, amiket bevándorlók, zsidók, kisebbségek és azokat támogató osztrák politikusok, továbbá szlovén és horvát személyek ellen folytak. A támadásokban néhányan meghaltak, többen megsérültek, egyesek pedig rendkívül súlyos, maradandó sérüléseket szereztek.
Az osztrák sajtó több levelet is kapott, amelyben a merényletekért az ún. Bajuvár Felszabadítási Hadsereg (németül: Bajuwarische Befreiungsarmee, röviden BBA) vállalta a felelősséget.

## A merénylet
1995 februárjában Felsőőr mellett, a közeli cigánytelep közelében egy közlekedési tábla fémoszlopára erősített táblán Roma zurück nach Indien! (Romák vissza Indiába!) volt olvasható. Négy helyi cigány férfi, Josef Simon, Erwin Horvath, Karl Horvath és Peter Sarközi, február 4-én este kimentek eltávolítani a táblát. A legidősebb közülük Simon volt, 40 éves, egy ötgyerekes családapa. Sarközi és Karl Horvath 27 és 22, míg Erwin Horvath csupán 18 éves volt.
A munkálat során február 5-én virradóra a tábla mögé rejtett csőbomba működésbe lépett és felrobbant, megölve mind a négy férfit. A szerkezet közel 150 gramm nitroglicerint tartalmazott, amely ilyen csekély mennyiségben is rendkívül erős robbanóanyag. Nagy valószínűséggel a merénylő előre számolt azzal, hogy a feliratot cigányok próbálják meg eltávolítani.
Február 6-án egy másik bombatámadás is történt ugyancsak Burgenlandban, méghozzá a Felsőőrtől nem messze található Pásztorházán, amelyben egy Erich Preiszler nevű horvát szemétszállító sérült meg súlyosan egy eldobott sprayflakonba rejtett szerkezettől.

## A nyomozás
A rendőrség először még nem gyanakodott arra, hogy a robbantásnak rasszista motivációja lehetett, sőt először úgy gondolták, hogy a bombát a négy férfi helyezte a táblára, hogy így távolítsa el azt. Ezen téves feltevésre rögvest rácáfolt aztán pásztorházi támadás, amelyben egy burgenlandi horvát volt érintett és a közeli Barátfalván is előkerült egy hasonló felirat, amelynek szövege Zurück nach Dalmatien (Menjetek vissza Dalmáciába) volt, mellette helyi horvát vezető személyiségek neveivel. Ezek után a burgenlandi hatóságok fokozott óvatosságra intették a lakosságot, különösen a horvát, a cigány és a magyar kisebbség tagjait.
Mivel a lakosságban is nagy volt a felzúdulás, ezért a nyomozást fel kellett gyorsítani, melyhez titkosszolgálati eszközöket is bevetettek, sőt nyomravezetői jutalmat is ígértek, de az erőfeszítések kezdetben nem hoztak eredményt. Ráadásul a támadások is tovább folytatódtak: már nemcsak Ausztriában, de Észak-Németországban is történtek levélbombás merényletek. Ilyen szerkezeteket küldtek az az ENSZ Menekültügyi Főbiztosának bécsi irodájának, a Kőszeg nevű magyarországi társkereső szolgálat irodájának és néhány másik személynek, de a bombák vagy idő előtt felrobbantak vagy még idejében felfedezték és hatástalanították őket.
A hatóság látszólagos tehetetlenségét és azt, hogy először a négy áldozatról feltételezte a rendőrség, miszerint ők helyezték volna el a bombát, Sándor László a Newyorki Figyelőben írt rövid cikkében keményen (és gúnyorosan) bírálta.

## Franz Fuchs elfogása és pere
A rendőrség 1997. október 1-jén egy közúti ellenőrzés során megállította a 48 éves, stájerországi születésű Franz Fuchsot , aki végzettségét tekintve technikus. Fuchs megijedt, hogy le fogják leplezni, ezért rátámadt az ellenőrzést végző rendőrökre, felrobbantott egy nála levő bombát, amely leszakította ugyan mind a két kezét, de végül élve elfogták és letartóztatták. A továbbiakban a nyomozás összefüggést talált Fuchs és a merényletek között. Fuchs grazi lakásán a rendőrök bombákról készült terveket, eddigi merényletekhez használt alkatrészeket, jegyzeteket valamint a „Bajuvár Felszabadítási Hadsereg” mottóit tartalmazó szövegeket találtak.
Miután a bizonyítékok gyűjtését 1999-ben befejezték, Fuchsot bíróság elé állították Grazban. Fuchs a tárgyalást folyamatosan hátráltatta zavaros ideológiával, gyűlölködő szlogenekkel, a bírák és ügyészek kritizálásával, ezért a pert a távollétében kellett megkezdeni. A bizonyítékok alapján Fuchs nem volt semmilyen csoport vagy szervezet tagja, hanem egymaga követte el a merényleteket. Védőügyvédje ezzel szemben a védence által hangoztatott állítással támadta a vádat, miszerint Fuchs annak a bizonyos Bajuvár Felszabadítási Hadsereg-nek a tagja, nem magányos elkövető, következésképp a rendőrség nem tett meg mindent az állítólagos terrorszervezet felderítésére.
A laikus közvélemény soraiban is sokan úgy hiszik a mai napig, hogy a Bajuvár Felszabadítási Hadsereg létező szervezet, annak ellenére, hogy Fuchs elfogását követően a bombamerényletek megszűntek és az állítólagos csoport soha többé nem hallatta a hangját. Még Helmut Zilk korábbi bécsi polgármester is, aki a kezét vesztette el Fuchs neki küldött bombája miatt, 2008-ban bekövetkezett halála előtt tett egy javaslatot az ügy újbóli kivizsgálására.
Fuchsot viselkedése ellenére a bíróság beszámíthatónak találta, s a gyilkosságokért valamint bombamerényletekért életfogytiglani börtönre ítélte. Fuchs nem sokkal büntetésének megkezdését követően, a graz-karlaui börtönben felakasztotta magát egy villanyborotva kábelével 2000. február 26-án. Fuchs az önakasztást a műkezeivel hajtotta végre, ami megint merész találgatásokra adott okot[pontosabban?].

## Emléke
A négy áldozat emlékére Elfriede Jelinek osztrák írónő színdarabot írt Stecken, Stab und Stangl. Eine Handarbeit címmel 1996. A Landser nevű német jobboldali rockegyüttes viszont épp a merényletet és Fuchsot méltatja az In den Bergen von Ruanda című dalában, amelyet 2004-ben betiltottak.
A merénylet helyén 1997-ben emlékművet állítottak, amely Reinhard Gombots szlovén származású szobrász alkotása.